# Carina Jaarnek
Eva Carina Kvistborg Jaarnek, ibland kallad Kina Jaarnek, född 26 december 1962 i Säbrå i Ångermanland, död 17 januari 2016 i Värmdö församling i Stockholms län, var en svensk sångerska. Hon sjöng i ett flertal dansband, bland annat sitt eget band, Carina Jaarneks orkester, där hon 1989 blev Sveriges första kvinnliga kapellmästare. Hon medverkade även i Melodifestivalen två gånger.

## Karriär
Jaarnek framträdde i Sveriges Televisions Nygammalt vid tolv års ålder 1974 och medverkade under 1970-talet i Frösöflickorna, och under 1980-talet i Bosse Påhlssons orkester och Alfstarz, innan hon 1989 startade sitt eget band Carina Jaarneks orkester.
Jaarnek nådde sin första Svensktoppsplacering 1986 med låten Natten tänder ljus på himlen. Ihop med sin yngre bror Mikael deltog hon i den svenska Melodifestivalen 1994 med bidraget Det är aldrig försent, och i den svenska Melodifestivalen 2002 med bidraget Son of a Liar under namnet Kina Jaarnek.
Jaarnek placerade sig som trea bland deltagare från femton länder i Sopot International Song Festival 1996 med I Want You Back My Love (svensk titel Då vaknar kärleken) av Stephan Berg.
Jaarnek spelade in en skiva tillsammans med Elvis Presleys musiker James Burton, Jerry Sheff, Glen D Hardin, Ronnie Tutt, Charlie Mc Coy, BB Cunningham, Billy Swan, DJ Fontana och Paul Burlison. Hon spelade även in låtar i Los Angeles där gitarristen Albert Lee medverkade.

## Privatliv
Carina Jaarnek var syster till Towe, Pia och Mikael, och växte upp på Frösön i Jämtland och senare i Ronneby och Kallinge i Blekinge.
Hon var först sambo med musikern Göte Eriksson (född 1959) och fick två döttrar (födda 1982 respektive 1989). Fram till sin död var hon sedan gift med sin manager Niels Kvistborg (1946–2024).
2016 drabbades Carina Jaarnek av en hjärnblödning och avled dagen efter. Hon var vid frånfället skriven i Värmdö församling i Stockholms län.

## Diskografi

### Soloalbum
- Se mig nu - 2000
- En hyllning till Elvis - 2005

### Solosinglar
- "Natten tänder ljus på himlen"/"Rör vid mig" ("Read My Lips") - 1986
- "Jazzbacillen"/"Rosen som du gav mig" - 1987
- "Kärlekens symfoni"/"Lite mer" - 1988
- "Casablanca"/"Si, si, si signore" - 1988
- "Man lär så länge man lever"/"Jag önskar att jag kunde flyga" - 1990
- "Familjelycka"/"Dröm är dröm och saga saga" ("Era bello il mio ragazzo") - 1991
- "Familjelycka"/"Dröm är dröm och saga saga" ("Era bello il mio ragazzo")/"Ta en chans"/"Sitter här i regnet" - 1991
- "Allt som en flicka vill ha"/"Då vaknar kärleken2 - 1993
- "Tänd ett ljus" - 1994
- "När julens tid är här igen"/"Julefrid" - 1996
- "När kärleken är ny" - 1996
- "Under alla dessa år" - 1997
- "Jag vill dela varje dag med dej" - 1998
- "Amore mio" - 2000
- "På väg (hem till dig)" - 2000
- "Minns du hur vi älskade" - 2000
- "Son of a Liar" - 2002

## Sololåtar på Svensktoppen
- Natten tänder ljus på himlen - 1986-1987 (med Alfstarz)
- Kärlekens symfoni - 1989
- Låt sommaren gunga dig - 1996
- Du är det bästa för mig - 1999

### Missade listan
- Casablanca - 1986 (23 maj)
- När julens tid är här igen - 1996
- När kärleken är ny - 1997
- Lust" -2001